# Санделія капська
Капська санделія (Sandelia capensis) — субтропічний прісноводний вид риб родини анабасових (Anabantidae).
Це перший описаний вид африканських лабіринтових риб (оригінальна назва Spirobranchus capensis). Жорж Леопольд Кюв'є фактично двічі описав його: 1829 року від дав лише короткий опис, а 1831 року навів більш детальну інформацію. Це стало причиною, що ряд авторів використовував хибну дату опису виду — 1831 рік.
Назва виду стосується області його поширення — Капська провінція Південно-Африканської Республіки.

## Опис
Капська санделія може сягати 20 см стандартної (без хвостового плавця) довжини, але більшість дорослих особин має менші розміри.
Зовні вид нагадує рибу-повзуна. Форма видовжена, тіло веретеноподібне, стиснуте з боків, профілі спини та черева легко випуклі. Висота тіла є найбільшою на рівні початку спинного плавця (27,7–37,8 % стандартної довжини), далі вона трохи зменшується. Висота хвостового стебла становить 11,7-16,8 % стандартної довжини, його верхній та нижній профілі прямі або трохи випуклі. Довжина хвостового стебла в 1,7-2 рази менше за його висоту. Довжина голови становить 33,2-40,4 % стандартної довжини.
Голова товста, за формою близька до трикутника, кут нахилу її верхнього та нижнього профілів становить 25–35°. Нижній профіль трохи випуклий, верхній легко випуклий або прямий. Висота голови на рівні заднього краю зябрових кришок становить 73,8-95,2 % її довжини. Очі великі, діаметр орбіт становить 15,9-32,9 % довжини голови.
Рило коротке, 16,5-39,0 % довжини голови, округле, в менших особин дещо загострене. Рот кінцевий, великий, його розріз йде під кутом 40-45° донизу від горизонтальної лінії. Передня частина рота розташована на одному рівні з нижнім краєм ока, а верхня щелепа поширюється до вертикалі, опущеної від передньої третини або середини ока. Рот наповнений дрібними голчастими зубами, розташованими на щелепах та піднебінні й організованими в 3-6 рядів. Передні зуби найбільші.
Зяброві кришки мають виріз між двома короткими шипами. Сам виріз заповнений тонкою чорною мембраною. 7-11 коротких зябрових тичинок у нижній частині передньої дуги. 4 зябрових промені.
26-29 хребців, в тому числі 10-11 на тулубі й 16-18 на хвості. Бічна лінія розділена, складається з верхньої та нижньої частин, між якими може бути 1-3 ряди лусок. Верхня бічна лінія починається над зябровою кришкою й продовжується до рівня кінця твердопроменевої частини спинного плавця. Нижня бічна лінія попереду трохи перекривається з верхньою (до 4-х рядів лусок), а позаду сягає основи хвостового плавця. Луски складчасті, частково циклоїдні, частково ктеноїдні, відносно великі, дрібнішими стають лише біля основи хвостового, спинного та черевних плавців. У поздовжньому ряду 25-29 лусок, 15-19 лусок у верхній бічній лінії, 7-13 лусок у нижній бічній лінії.
Печінка розташована ліворуч від шлунка, складається з однієї подовженої трикутної камери, жовтувата. Стравохід досить великий, помірно довгий, складений уздовж, з товстими стінками. Є дві сліпі кишки, розташовані досить далеко позаду шлунка. Кишківник складається у дві петлі й закінчується заднім проходом. Плавального міхура немає. Лабіринт сильно редукований. На відміну від S. bainsii та представників роду Ctenopoma, капська санделія не має контактних органів.
Спинний плавець починається приблизно на рівні середини грудних та початку черевних плавців. Він складається з твердопроменевої (попереду) та м'якопроменевої (позаду) частин. Предорсальна (до початку спинного плавця) довжина становить 40,5-51,1 %, довжина основи спинного плавця 45,1-57,6 %, довжина основи його твердопроменевої частини — 26,8-38,5 % стандартної довжини. У спинному плавці 13-14 твердих і 7-10 м'яких променів. Тверді промені зазвичай трохи вигнуті, особливо біля основи, перший твердий промінь помітно коротший за другий, наступні промені зовсім потроху поступово стають довшими, максимум сягають 25 % довжини голови. Більшість м'яких променів довша за тверді, їхня довжина становить 20-50 % довжини голови, м'якопроменева частина спинного плавця утворює округлий виступ. Довжина спинного плавця становить 49,9-66,9 % стандартної довжини.
Анальний плавець починається відразу за анальним отвором, значно далі за спинний (33,5-46,7 % стандартної довжини), але закінчуються вони обидва на одному рівні, майже сягаючи хвостового плавця. Преанальна довжина становить 60,6-68,9 %, довжина основи анального плавця 24,3-33,1 %, довжина основи його твердопроменевої частини — 8,5-17,7 % стандартної довжини. В анальному плавці 6-9 твердих і 8-10 м'яких променів. Тверді промені анального плавця трохи вигнуті, їхня довжина збільшується від переднього до заднього. Більшість м'яких променів довша за тверді. М'якопроменева частина спинного плавця утворює округлий виступ. Довжина спинного плавця становить 32,7-43,0 % стандартної довжини.
Хвостовий плавець має прямий або трохи закруглений задній край, 14-17 сегментованих променів, довжина плавця становить 20,9-30,4 % стандартної довжини. Грудні плавці округлі, мають по 11-14 м'яких променів, їхня довжина становить 16,3-26,7 % стандартної довжини, найдовшим є шостий згори промінь. Черевні плавці починаються під серединою грудних й не доходять до анального. Довжина до початку черевних плавців становить 42,2-53,2 %, а відстань від основи черевних плавців до початку анального плавця 16,0-23,3 % стандартної довжини. Черевні плавці мають по 1 твердому та по 4-6 м'яких променів, їхня довжина становить 12,9-19,8 % стандартної довжини. Найдовшим є перший промінь, довжина наступних поступово зменшується.

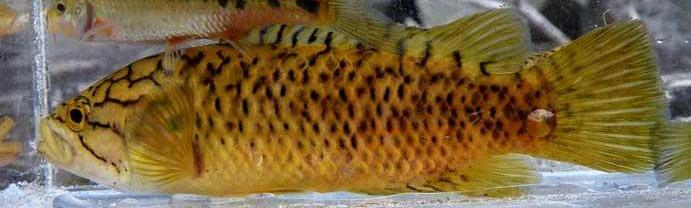

Забарвлення капської санделії дуже мінливе. В основі воно має жовтуваті, жовтогарячі, оливкові, коричневі, сріблясто-білі кольори, черево світліше (блідо-жовте, блідо-оранжево-коричневе, білувате). Область горла та верхня частина грудей білуваті, з оливковим, жовтогарячим, коричнюватим або зеленкуватим відтінком. Спина темніша. Верхня частина голови від оливкової до темно-оливково-зеленої, нерідко з оранжевим відтінком. Чорні цятки на передньому краї лусок мають форму коротких вертикальних смужок або овалів різної товщини, вони можуть бути й розміром майже на всю луску. Разом ці цятки утворюють на боках рівномірний малюнок із розірваних неправильної форми вертикальних смужок. Плямистість зменшується в напрямку черева. Чорна вертикальна смужка відходить угору від основи грудного плавця.
Характерною деталлю забарвлення виду є 4 прямі чорні лінії на голові, що радіально променями йдуть назад від ока до краю зябрових кришок. Верхня з цих ліній-променів часто буває розірвана та з'єднується з окремими цятками у верхній частині голови, утворюючи сітчастий візерунок, який може поширюватись до основи спинного плавця. Ще дві лінії тягнуться від ока в напрямку рила. На цьому тлі контрастує бліда або яскраво-біла смужка між орбітою очей та верхньою щелепою. Окремі сріблясті або мідно-зелені плями можуть бути присутні за очима, рідше на зябрових кришках. Нижня щелепа від коричного до темно-оливкового кольору. Зіниця очей чорна, райдужна оболонка від жовтогарячого до темного з блідим краєм кольору. Мембрани в межах вирізу в зябрових кришках чорні з металево-зеленого кольору цятками вздовж переднього краю або й по всій мембрані.
Хвостовий плавець і м'які промені спинного та анального плавців від оранжево-коричневого до жовтувато-оранжевого, навіть блідо-жовтого кольору, але часто вони бувають коричневими або темними, зовнішня ж їхня частина лишається блідою або білуватою. На спинному та анальному плавцях присутні паралельні чорні смужки, прилеглі ззаду до кожного твердого променя. Основа грудних плавців чорна, інша їхня частина жовтувато-коричнева або жовтувата. Черевні плавці часто з темною пігментацією, особливо на зовнішній частині, але можуть бути й повністю блідими.
Капська санделія виявляє сильну морфологічну варіативність по всьому ареалу свого поширення. Існують суттєві відмінності як за формою тіла, так і за розмірами та забарвленням. Наприклад, для особин з річок з непрозорою водою характерним є сріблясто-зелений відтінок. Окремі екземпляри мають рожеве забарвлення навколо основи грудних плавців. Також були задокументовані майже чорні екземпляри.
Статеві відмінності нечіткі. Загалом самці трохи більші, стрункіші за самок, відрізняються більшою й міцнішою головою. Самки повнотілі й за формою трохи нагадують вагітних самок живородних коропозубих. Ці відмінності добре помітні навіть у молодих риб. Дорослі самці відрізняються агресивною поведінкою та темним шлюбним забарвленням. Смуги на тілі та голові при збудженні стають у них густо-чорними, чорними стають також горло та плавці. Самки помітно темнішають лише безпосередньо під час спаровування.

## Поширення
Капська санделія поширена в прісних водоймах на південному заході Південно-Африканської Республіки, мешкає в Західнокапській та на заході Східнокапської провінції. Вид має великий ареал і зустрічається в більшості річкових систем Капського прісноводного екорегіону (англ. Cape Fold Freshwater Ecoregion), що відповідає території Капського флористичного регіону (англ. Cape Floristic Region, CFR). Ендемік цієї області. Капська санделія зустрічається в районах, розташованих ближче до морського узбережжя, на схід та на північ від мису Доброї Надії. На сході сягає річки Куга (афр. Coegarivier), що впадає до затоки Алгоа (англ. Algoa Bay) поблизу міста Порт-Елізабет, а на півночі — річок Ферлорефлей (афр. Verlorevlei) та Лангфлей (афр. Langvlei).
Була штучно інтродукована в басейні річки Уліфантс (афр. Olifantsrivier). Відомі також інші випадки транслокації в межах Капського прісноводного екорегіону.
Водиться як у гірських, так і в низинних водоймах, зустрічається на висотах від 0 до понад 450 м над рівнем моря. Населяє різноманітні біотопи: від кам'янистих гірських струмків з помірною течією та чистою прохолодною водою до застійних ставків з каламутною, бідною на кисень водою. Проте зазвичай воліє стоячих або з повільною течією водойм, тримається серед каміння або в гущавині прибережної рослинності чи зануреного коріння.
В межах ареалу поширення капської санделії є кілька великих і безпечних у плані збереження популяцій. Однак деякі інші популяції виду були знищені, а ще багатьом також загрожує подібна небезпека, їхня чисельність зменшується з різних причин. Першу основну загрозу становить руйнування середовищ існування через будівництво дамб, водовідведення та господарську діяльність людини. До специфічних загроз належать погана якість води та втрата генетичної цілісності. Другу серйозну загрозу існуванню виду по всій території його поширення несе навмисна інтродукція немісцевих риб-хижаків та риб-конкурентів. Основна загроза виходить від немісцевих окунів (малоротий окунь Micropterus dolomieu, великоротоий окунь M. salmoides, крапчастий окунь M. punctulatus, сонячний окунь Lepomis macrochirus), форелі (Oncorhynchus mykiss, Salmo trutta) та тиляпії (Tilapia sparrmanii).
У минулому Sandelia capensis населяла всю течію річки Берг (англ. Berg River). Проте обстеження, проведене 2009 року, виявило тут лише невеликі ізольовані популяції виду. Вони збереглися лише там, куди через гідрологічні бар'єри (водоспади, греблі, загати) не змогли поширитись немісцеві хижі риби. Подібне скорочення популяцій капської санделії ймовірно мало місце й у басейнах річок Лангфлей, Ферлорефлей, Діп (англ. Diep River) та Клейн (англ. Klein River). За винятком дуже вузької прибережної зони, майже вся природна рослинність тут була замінена сільськогосподарськими культурами. Також щезло або скоротилось багато популяцій капської санделії Південного узбережжя.
Спеціальних заходів, спрямованих на збереження цього виду, не планується. Багато залишкових популяцій мешкає за межами заповідних територій.

## Еволюційна історія та криптичні види
Таксономічний огляд Sandelia capensis поки не завершений. Хоча на сьогодні вид вважається цільним, проведені молекулярні дослідження свідчать про те, що він об'єднує кілька генетично відмінних ліній, які можуть виявитись досі неописаними видами. Протягом 2012—2016 рр. було проведене масштабне дослідження 768 зразків Sandelia capensis, взятих з 31 місця з усього ареалу поширення виду. Було ідентифіковано 33 гаплотипи, кожен з яких пов'язаний виключно з ізольованою популяцією, що історично населяла певну прибережну річкову систему; лише 3 з них включають популяції із двох сусідніх річок, решта обмежується басейном однієї річки. Виявилось також, що кожен гаплотип пов'язаний з однією з трьох географічно й генетично розділених ліній (клад): Західного узбережжя (11 гаплотипів), Південного узбережжя (21 гаплотип) та річки Клейн (англ. Klein River, 1 гаплотип). Кладу Західного узбережжя утворюють популяції з річок, розташованих на північ від Кейптауна (Лангфлей, Ферлорефлей, Берг (англ. Berg River), Діп (англ. Diep River)), вони течуть на захід, до Атлантичного океану. Ареал клади Південного узбережжя простягається від річки Скастерс (англ. Schusters River) на західному боці Капського півострова до річки Куга. Ці річки несуть свої води на південь. Окремо стоїть популяція з річки Клейн, що впадає в затоку Вокер (англ. Walker Bay) на південному заході Капського флористичного регіону. Вона населяє своєрідний анклав у західній частині території поширення клади Південного узбережжя.
Ізольований розвиток популяцій капської санделії пояснюється геологією регіону. Прибережні річкові системи Капського флористичного регіону — це складна система значною мірою ізольованих басейнів, відокремлених горами або морем, які утворюють перешкоди для поширення прісноводних риб. Сучасний рельєф й основні дренажні системи регіону по суті були встановлені ще на початку кайнозою (66 млн років тому). Факти розселення капської санделії в басейни інших річок протягом усієї історії існування виду були рідкісним явищем. S. capensis зустрічається на ділянках річок з незначним перепадом висот і не може або не схильна мігрувати між основними притоками. Коливання рівня моря, викликані змінами в кліматі, дуже мало стимулювали розселення виду. Гіпотеза ізоляції підкріплюється глибокими розбіжностями молекулярних послідовностей між популяціями капської санделії окремих прибережних річкових систем. Більшість популяцій виду відповідає басейну лише однієї річки.
Об'єднання геологічних та генетичних даних дозволяє певною мірою відтворити еволюційну історію S. capensis. Проте, на жаль, історична біогеографія має лише гіпотетичний характер. Відсутність викопних матеріалів, а також точно датованих біогеографічних подій, не дозволяє належним чином калібрувати молекулярний годинник для капської санделії. Припускають, що розділення видів Sandelia capensis та S. bainsii відбулося в добу пізнього олігоцену або на початку міоцену, приблизно 13,1-35,9 млн років тому. Близько 7,9 млн років тому (в пізньому міоцені) під час трансгресії моря сталася рідкісна подія захоплення річки, внаслідок якої капська санделія перетнула Капські гори й розселилася в річках Західного узбережжя. Близько 4,2 млн років тому (в ранньому пліоцені) почалася інша дивергенція популяцій S. capensis, пов'язана з колонізацією крихітного ізольованого басейну річки Клейн, довжина якого становить лише 80 км, а площа — 980 км², це менше 2 % від усього географічного ареалу виду. Молекулярний годинник датує поділ між кладами Західного та Південною узбережжя добою пліоцену (2-4 млн років тому).
Гірські хребти Капських гір та дуже крутий і дуже вузький континентальний шельф Капського півострова утворюють непереборний геологічний бар'єр, що розділяє популяції Південного та Західного узбережжя. Будь-які зв'язки між річковими системами регіонів є неможливими. Вузько ендемічна популяція в басейні річки Клейн також виявилася ізольованою від лінії Південного узбережжя з великим ареалом поширення вузьким континентальним шельфом, що складається в цьому регіоні зі скельних порід. Підняття рівня моря в добу раннього пліоцену могло прискорити дивергенцію, примусивши клади Західного узбережжя та річки Клейн концентруватися в невеликих притулках у межах гірської частини ареалу поширення. Довготривала ізоляція популяцій підтримувалась стійкими екологічними та гідрологічними бар'єрами. При цьому фрагментація мала місце й на рівні окремих клад. Розрахунковий час поділу для всіх ліній в межах клад Південного та Західного узбережжя охоплює всю добу плейстоцену (0,01-2 млн років тому).
Популяції з річок Західного узбережжя демонструють високий рівень структурування. В межах цієї гілки було ідентифіковано 3 лінії, які алопатрично населяють річки Лангфлей/Ферлорефлей, Берг і Діп. Найбільш відмінною й унікальною серед них є популяція з річки Діп. Вона відділилася від сусідньої популяції з річки Берг приблизно 2,1 млн років тому. Популяції з річок Ферлорефлей і Берг розділилися близько 1,15 млн років тому. У межах клади Південного узбережжя розділення популяцій різних прибережних річок відбувалися в різний час у період 1,91-0,39 млн років тому. Найдавніші лінії розділилися понад 1 млн років тому. На схід від мису Голковий піщаний континентальний шельф значно розширюється, створюючи кращі можливості для розповсюдження риб, однак дослідження виявили, що вісім основних ліній Південного узбережжя були обмежені своєю прибережною річковою системою й навіть наймолодші з них залишалися ізольованими протягом чотирьох останніх морських регресій.
Довгострокова ізоляція прибережних басейнів річок найкраще пояснює генерацію та розподіл генетичних ліній всередині виду. Стійкі морські та наземні бар'єри унеможливлювали потік генів. Філогенетичний аналіз, проведений з використанням мітохондріальних та ядерних маркерів, підтвердив існування в складі капської санделії трьох взаємно монофілетичних алопатричних клад з глибокими генетичними розбіжностями. Найвищими є розбіжності між кладами Західного та Південного узбережжя. Цитохромний аналіз дав їм високу підтримку (82 %). Середній відсоток розбіжностей послідовностей мітохондріальної ДНК між кладами Західного узбережжя та річки Клейн становить 6,7 %, Західного та Південного узбережжя — 6,5 %, Південного узбережжя та річки Клейн — 4,0 %. Ці значення в 2-3 рази перевищують відповідні показники для більшості визнаних на даний момент споріднених видів риб. Аналіз результатів молекулярної дисперсії засвідчив істотні відмінності між основними кладами, тоді як відмінності між окремими популяціями всередині клад виявилися невеликими. Було також встановлено, що клади річки Клейн і Південного узбережжя є сестринськими таксонами.
В складі кожної головної філогенетичної групи були виявлені свої відмінні лінії. В межах клади Західного узбережжя певну спорідненість виявляють популяції з річок Лангфлей і Ферлорефлей з одного боку, та Берг і Діп — з іншого. У складі клади Південного узбережжя було засвідчене існування чотирьох філогенетичних груп: Бріде (англ. Breede) і Гаукоу (англ. Goukou); Ґамтус (англ. Gamtoos), Бакенс (англ. Baakens) і Майтлендс (англ. Maitlands); Гаурітс (англ. Gourits); Каратара (англ. Karatara), Грут-Брак (англ. Groot Brak), Тоус (англ. Touws) і Малгас (англ. Malgas).
Отримані генетичні дані дозволяють говорити про існування в складі Sandelia capensis трьох криптичних видів. Три основні клади капської санделії були визначені за результатами молекулярних досліджень, але для ідентифікації та опису можливих нових видів потрібні ще відповідні результати аналізу морфологічних даних. Такий аналіз виявив деякі статистичні відмінності у формі тіла та алометрії окремих популяцій, при цьому діагностичні відмінності для трьох клад були сформульовані лише в комбінаціях меристичних та морфометричних ознак. Дослідження також не виявило помітних остеологічних відмінностей між криптичними видами, усі три потенційні види демонстрували й схожі малюнки забарвлення. Результати досліджень показують, що морфології трьох передбачуваних видів майже не розрізняються, але в той же час існує багато внутрішніх морфологічних варіацій усередині кожного з криптичних видів, і вони є сильнішими, ніж між криптичними видами. Популяції з різних річкових систем можна розрізнити незалежно від того, чи належать вони до одного або різних криптичних видів.
Через таксономічну невизначеність капська санделія в Червоному списку МСОП занесена до категорії «Даних недостатньо». Можливе підтвердження існування декількох видів призведе до перегляду природоохоронного статусу, адже деякі з ліній Sandelia capensis перебувають під загрозою зникнення.

## Біологія
Міцний і витривалий вид. Капська санделія здатна жити в широкому діапазоні умов середовищ існування. Вона населяє водойми як із кислою, так і з лужною, як з прохолодною, так і з теплою, як з добре насиченою киснем, так і з бідною на кисень, як із прозорою, так і з каламутною водою. Температура зазвичай буває в межах 18-22 °C, але може підійматися й до 32 °C. Допоміжний орган дихання, хоч він і редукований, дозволяє капській санделії певною мірою використовувати кисень з атмосфери. Завдяки цьому риба може виживати у воді з низьким вмістом кисню, а протягом декількох годин — й поза межами води.
Вид всеїдний, харчується комахами, ракоподібними, іншими безхребетними та дрібною рибою. Цей хижак ховається під камінням або серед рослин і чатує на свою здобич.
Самці та самки визрівають на першому році життя. Найменші досліджені зрілі самки мали довжину лише 5 см.
Сезон розмноження припадає на літо. Риби нерестяться на мілководді, в місцях де немає течії. Самець займає невелику нерестову територію й агресивно захищає її. Його забарвлення темнішає, горло та плавці стають густо-чорними, з'являються характерні чорні смужки, особливо на голові.
Самець здійснює прості залицяння, нерест відбувається без типових для лабіринтових риб обіймів. Самка відкладає ікру на ґрунт, самець при цьому стоїть позаду неї, а коли та закінчить свою справу — запліднює ікру. Ікра в капської санделії демерсальна (тоне), адгезивна (липка). Розмір ікринок 1,28 мм в перетині, розмір жовтка 1,10 мм, діаметр жирової глобули 0,62 мм (48 % ікринки). Ікринки прилипають до ґрунту й тримаються там, утворюючи кладку. Самець охороняє ікру, а також личинок, що вилуплюються з неї. Личинки так само прилипають до ґрунту в місці нересту.
У неволі вид розводили в музеї Олбані (англ. Albany Museum) в Південній Африці.

## Утримання в акваріумі
Капську санделію тримають в акваріумах, але вона не отримала суттєвого поширення. Вперше вид був завезений до Німеччини 1973 р. Через політику збереження тепер суворо заборонено вивозити Sandelia capensis з Південної Африки. В акваріумах лишилися тільки риби, виведені в неволі, вони передаються між акваріумістами з рук у руки.
Невибаглива хижа риба. Через її агресивний характер, капську санделію слід тримати лише з рибами такого самого розміру, а краще у видовому акваріумі. Це може бути посудина місткістю від 250 літрів, яку гарно засаджують рослинами, додають окремі розгалужені корчі, гілки, шар плавучої рослинності. Як альтернативний варіант, використовують піщаний ґрунт, на якому розкладають камінці різних розмірів. Таким чином намагаються відтворити природний біотоп виду.
В неволі капська санделія пристосовується до звичайних акваріумних кормів. Рекомендується різноманітний раціон, що містить переважно корми тваринного походження: мотиль, креветки, мідії, дощові черв'яки тощо.
Рекомендовані параметри води: показник рН 6,5-7,2, твердість 5-15 °dH, температура 18-22 °C.
Вид розводили в умовах акваріума.

## Відео
- The Cape kurper на YouTube by Matthew Stevens